# Compsocryptus fuscofasciatus
Compsocryptus fuscofasciatus là một loài tò vò trong họ Ichneumonidae.